# Amata leucacma
Amata leucacma är en fjärilsart som beskrevs av Edward Meyrick 1886. Amata leucacma ingår i släktet Amata och familjen björnspinnare. Inga underarter finns listade i Catalogue of Life.